# Њуарк Вали (Њујорк)
Њуарк Вали (енгл. Newark Valley) град је у америчкој савезној држави Њујорк.

## Демографија
По попису из 2010. године број становника је 997, што је 74 (-6,9%) становника мање него 2000. године.
| Група             | 2000.         | 2010.       |
| Белци             | 1.038 (96,9%) | 955 (95,8%) |
| Афроамериканци    | 8 (0,7%)      | 0 (0,0%)    |
| Азијати           | 0 (0,0%)      | 6 (0,6%)    |
| Хиспаноамериканци | 14 (1,3%)     | 17 (1,7%)   |
| Укупно            | 1.071         | 997         |